# 코르디예라현
코르디예라현(스페인어: Provincia de Cordillera)은 칠레 산티아고 수도주를 구성하는 6개의 현 가운데 하나로 현도는 푸엔테알토이며 면적은 5,528.3km2, 인구는 608,235명(2012년 기준), 인구 밀도는 110명/km2이다.